# Білоруська Держава (1920)
Білоруська Держава (біл. Беларуская Дзяржава), також «Друга Білоруська Народна Республіка» або «Тимчасовий уряд Білорусі», в деяких джерелах «Королівство Білорусь») — держава, проголошена в Турові 7 листопада 1920 року балахівцями, військами маршала Білоруської народної республіки Станіслава Булак-Балаховича.

## Історія

### Передісторія
За угодою з Радою БНР, Булак-Балахович був визнаний головнокомандувачем збройних сил Білорусі і наказав сформувати (окремо від РНДА) Білоруську Народну Армію — у складі Селянської дивізії отамана Іскри, загонів «Зеленого дуба», Особливого білоруського батальйону 2-ї піхотної дивізії. 
Відповідно до угоди про перемир'я з РРФСР від 12 жовтня 1920 р., польські війська залишили Мінськ, проте антирадянські формування на підконтрольної Польщі території було розпущено. Попри це польське командування розробило план нової кампанії. Пілсудський розраховував на утворення федерації Польщі, Литви, України та Білорусі, яка стала б Другою Річчю Посполитою. Булак-Балахович мав скувати частини Червоної Армії в Білорусі та не дозволити перекинути їх на Південний фронт для переслідування генерала Врангеля у Криму.
Булак-Балахович і Савінков спільними зусиллями сформували Російську народну добровольчу армію чисельністю 7860 багнетів і 3500 шабель. Це були три дивізії, одна бригада, кавалерійський полк, полк донських козаків, авіаескадрилья, бронепоїзд та дві артилерійські батареї. В армії опинилися в основному колишні полонені червоноармійці та місцеві партизани, незадоволені радянською владою. Савінков очолював Російський політичний комітет та розраховував на утворення республіки. Передбачалося, якщо наступ буде успішним, продовжуватиме його на Москву. Коли підготовчі роботи завершилися, зібрані сили вивели на вихідний рубіж до демаркаційної лінії.

### Похід Булак-Балаховича
Російська народна добровольча армія генерал-майора Балаховича складалася з трьох піхотних та однієї кавалерійської дивізій, окремої бригади та окремих частин загальною чисельністю близько 20 000 чоловік. Найбільшу цінність мала перша піхотна дивізія смерті, що складалася з досвідчених бійців, які мали досвід партизанської війни в лісистій місцевості. Інші війська, що складалися значною мірою з полонених червоноармійців, були гірше підготовлені та менш надійні. сили 16-ї армії Західного фронту і 12-ї армії Південно-Західного фронту, що протистояли РНДА, були виснажені останніми невдалими боями радянсько-польської війни. План керівництва РНДА будувався на передбачуваній слабкості радянських військ та небажанні червоноармійців боротися за радянську владу. Передбачалося завдати удару на Мозир, а потім направити війська по флангах, що розходяться, на Бобруйськ, Гомель і Київ. Б. В. Савінков, якому підпорядковувався Балахович, навіть сподівався на те, що з заняттям Білорусі почнеться похід на Москву. Радянське командування не розраховувало на швидкий початок наступу і тримало більшу частину військ у тилу, охороняючи демаркаційну лінію слабкими силами.

### Кінець походу
Після захоплення Мозиря армія Булак-Балаховича змінила напрямок головного удару. Замість маршруту Бобруйск-Мінськ вона почала рухатися у напрямку Речиці та Гомеля, щоб з'єднатися з військами Петра Врангеля. Однак походи на Москву та Ковно не вдалися, як і розрахунок на селянське повстання у прифронтовій Білорусі. Колишні російські військовополонені, які становили основу армії повстанців, не збиралися воювати за незалежну Білорусь і переходили на бік Червоної Армії.
Станіслав Булак-Балахович не пішов із Савінковим, а залишився з основною частиною військ у Мозирі, щоб перетворити місто на фортецю. Звістка про поразку у Криму «чорного барона» надломила бойовий дух повстанців, Савінкову взяти Речицю не вдалося. У радянській пресі було розгорнуто широку пропагандистську кампанію. 13 листопада 1920 р. газета Зьвязда помістила статтю «Доб'єм Балаховича!», а коли почався загальний контрнаступ, з'явилися нові публікації: «Втеча балахівців», «По п'ятах погромників» та ін.
Тим часом командувач Західного фронту Михайло Тухачевський підтягнув до Полісся значні сили, рушив їх із боку Жлобіна 16 листопада і назавтра вступив до Калінковичів. Побоюючись оточення, балахівці зняли облогу Речиці і 19 листопада почали відступати по всьому фронту. Друга піхотна дивізія вперто обороняла Мозир, але 20 листопада він упав. 21 листопада 1920 р. Мозирський повітовий військово-революційний комітет доповідав, що банди бунтівників розпорошені повітом. Одночасно вказувалося, що за приховування бандитів винних покарають «аж до розстрілу».
Проте повністю знищити супротивника Тухачевському не вдалося. Основні сили Булак-Балаховича прорвали 22 листопада заслони Кубанської козацької дивізії в районі Капличі-Якимовичі, форсували Птич і через Житковичі вийшли до розташування польських військ. У районі Турова, Давид-Городка та Лахви балахівців роззброїла польська сторона. Савінков вирвався з оточення у районі Петрикова. Разом із ним кордон перетнули невеликі частини першої та другої дивізії, а понад 4 тис. 500 солдатів та 120 офіцерів потрапили в полон. Частина балахівців залишилася у нейтральній зоні, звідки продовжувала свої вилазки на початок 1922 р.
У березні 1921 р. Ризький мирний договір розділив Білорусь на Східну (радянську) та Західну (польську).

## Уряд Булак-Балаховича
| Посади - Керівник Білоруської Держави , Станіслав Булак-Балахович - Прем'єр-міністр, Павло Алексюк - Голова РПК, Борис Савінков - Голова БПК, В'ячеслав Адамович - Міністр освіти, Радослав Островський - Члени тимчасового уряду - Едвард Войнилович - Роман Скірмунт - Ежи Чапський |

12 листопада 1920 року Булак-Балахович прибув в Мозир. Разом із ним прибули члени створеного у жовтні в Варшаві Білоруського Політичного Комітету (БПК). Саме цій організації, за угодою з Балаховичем (і окремою угодою – із Савінковим), передавалася влада на займаних РНДА білоруських територіях. Комітет перетворювався на уряд Білорусі на чолі з В'ячеславом Адамовичем.

### Реорганізація Уряду та Розпуск Ради БНР
Новостворений уряд призначає Балаховича "Керівником Білоруської Держави" (повна аналогія з посадою Юзефа Пілсудського). Іншими розпорядженнями стали встановлення громадянської влади Мозирського повіту, Турівської волості та самого містечка Турів. Таким чином на території Мозирського повіту починає функціонувати національна адміністрація. Балахович заявив про розпуск Ради БНР та переформування БПК у Раду "Нової БНР", не визнаючи решту урядів (уряд Ластовського в Ковно, та Луцкевича у Варшаві). Міністром закордонних справ був призначений голова БПК Павло Алексюк.
У новий уряд Балахович включив монархічноналаштованих «краївців» і землевласників, кожен із яких раніше перебував у Крайовій Партії Литви та Білорусі: Едвард Войнилович, Роман Скірмунт, Єжи Чапський, Ольгерд Свіда.
Зі спогадів Едварда Войниловича:
 генерал Балахович зайняв Мінськ та Білорусь і збирається заявляти про своє самовизначення. Навіть тимчасовий уряд майже створено, до його складу включені: я, Р. Скірмунт, Єжи Чапський та Ольгерд Свіда, що вже було явним перебільшенням, оскільки Балахович перебував у цей час між Пінськом та Мозирем. У Мінську після підписання перемир'я розстріляли 140 осіб, прізвища яких було передано Рачкевичу. Ось він перший результат ризького перемир'я. 

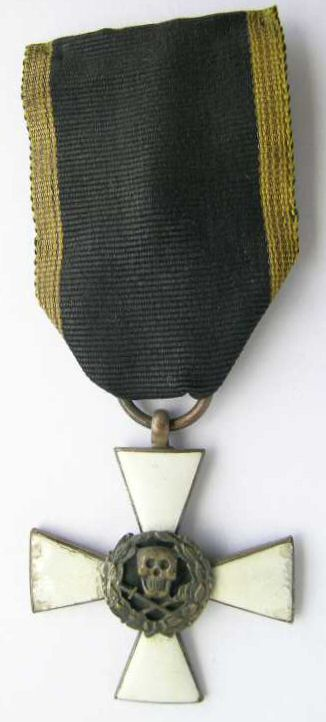
Хрест Булак-Балаховича

Булак-Балахович також запровадив окремий орденський знак, «Хрест Хоробрих».
У той же час, у Слуцькому повіті так само працює національна адміністрація, навіть обирається повітова Рада. Проте, вона орієнтується на найвищу Раду БНР і уряд Аркадія Смолича. І жодний інший "уряд Білорусі" БПК не визнає. Більше того, прихильники БПК та Балаховича згодом від керівництва усуваються і навіть зазнають арештів. Курйозності ситуації додає те, що і Комітет, і Рада базуються у Варшаві та налаштовані пропольсько. А в Ковно в цей час знаходиться і Народна Рада БНР з урядом Ластовського, щоправда, не маючи територій, на відміну від Слуцької БНР та БНР Балаховича.
Обидві БНР практично одночасно обзавелися офіційною національною армією – 14 листопада Балахович видає наказ про виділення зі складу Російської Народної Добровольчої Армії кадру для формування Білоруської Добровольчої Армії у складі Селянської дивізії отамана Іскри, загонів «Зеленого дуба», Особливого білоруськоого батальйону. (фактично комплектування білоруського батальйону почалося 10 листопада), проголошуючи себе головнокомандувачем ЗС Білорусі. У Слуцьку починається формування стрілецької бригади.

### Питання про визнання незалежності Білоруської Держави установчими зборами
16 листопада голова РПК Савінков та головнокомандувач збройних сил на території Білорусі Булак-Балахович, з одного боку, голова БПК В'ячеслав Адамович та член БПК Павло Алексюк з іншого боку, підписали нову угоду про визнання незалежності Білоруської Держави:
«Остаточну форму взаємовідносин між Росією та Білоруссю буде визначено угодою між Установчими Зборами Російським та Білоруським чи Урядами, цими Установчими зборами встановленими».
До 17 листопада у Мозирі організовувалась Ставка Головкому, за якої був польський офіцер зв'язку та засідав уряд нової БНР. 16 листопада БПК, Б. Ст. Савінков (від імені РПК) та С. н. Булак-Балахович уклали угоду, за якою форму інтеграції Білорусі та Росії мають визначити установчі збори цих територій, але Керівнику Білоруської Держави дозволялося займатися державним будівництвом. Через ці білоруські державні експерименти Булак-Балахович розійшовся з братом І. н. Балаховичем, якого зробив у генерал-майори та командувачі НДА. Балахович 2-й виступав за зближення з Врангелем (армією Пермікіна у Польщі) та захист загальноросійських інтересів, як і авторитетний генерал І.І. А. Лохвицький. Незважаючи на все, авторитет БПК та створеного з нього уряду був невисокий. Частина білорусів НДА вважала членів БПК зрадниками та шпигунами. Офіцери батальйону капітана Демидова Островського полку вирішили усунути Павла Алексюка — віце-прем'єра та міністра закордонних справ нової БНР. Але міністр виявився спритнішим і втік до Польщі. Проте офіцери наздогнали його у Вільшанах, і якби не польський комендант, задумане виповнилося б.
У Мінську, зайнятому балахівцями, також встиг побувати російський письменник, політичний діяч, убивця Президента Французької Республіки – Павло Горгулов.

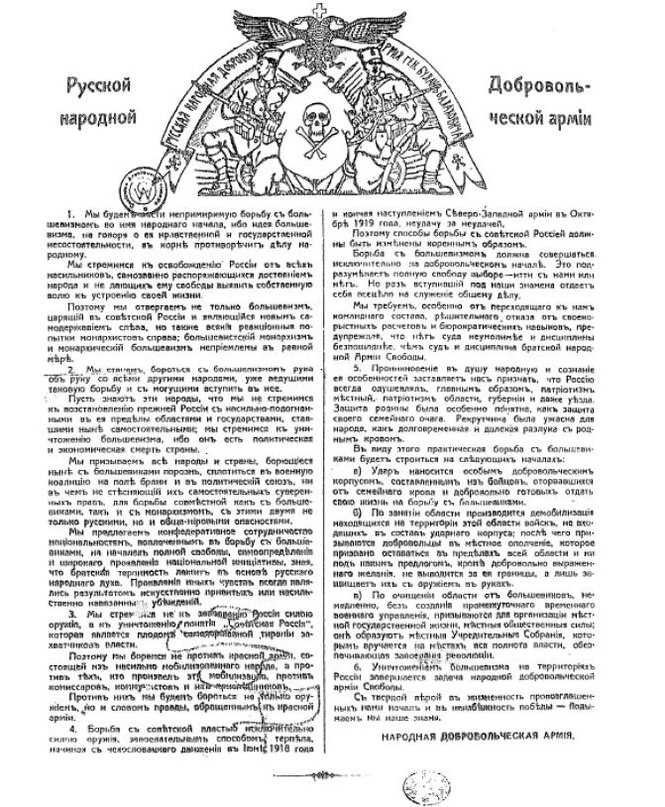
Листівка з політичною декларацією РНДА

## Питання монархії
Уряд Балаховича, окрім членів Білоруського політичного комітету складався із землевласників і монархістів, прихильників «краєвизму».
На білоруський престол претендував "Станіслав-Павло Лев-Сапіга-Вой". Цей кандидат на білоруський престол обсипав своїми листами білоруських чиновників у Вільнюсі. Особливу підтримку він мав від Німецької імперії під час німецької окупації Білорусі. Коли на початку 1919 року до Берліна прибула дипломатична місія Білоруської Народної Республіки з Альбрехтом Радзивіллом та Романом Скірмунтом, «князь» дозволив їй познайомитися з ним особисто і взяв на себе дрібні потреби місії в пошуку відповідного житла, купівлі необхідних речей і тд.
Пізніше князь написав листа Костянтину Єзовітову, де повідомив його про претензії роду Сапіг на білоруський престол. Єзовітов розглянув князя як найбільш реального кандидата на посаду монарха Білоруської Держави.

## В сучасній історіографії

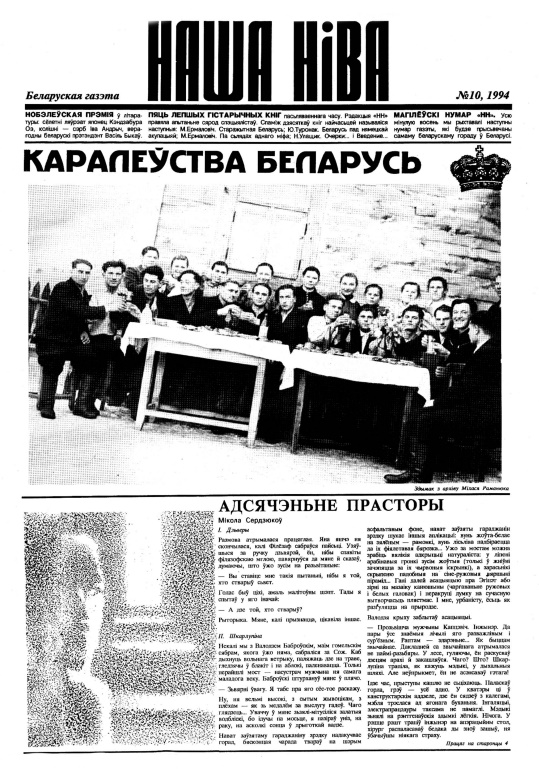

В офіційній історіографії сучасної Білорусі тема походів Станіслава Булак-Балаховича, на жаль, не популяризується, більше того, міністерство освіти не дає жодної оцінки діям балахівців.
Проте, білоруські газети (такі як "Наша Ніва") опубліковували кілька статей на тему цього маршала.
У 10-му випуску газети «Наша Ніва» згадувалась історія Походу Балаховича, і безпосередньо Білоруської Держави, але під назвою «Королівство Білорусь».